# Lucio Corelio Neracio Pansa
Lucio Corelio Neracio Pansa (en latín: Lucius Corellius Neratius Pansa) fue un senador romano de los siglos I y II, que desarrolló su carrera política bajo los imperios de Trajano y Adriano. 

## Familia y orígenes
Era hijo de Corelia Híspula, hija de Quinto Corelio Rufo, consul suffectus en 78, bajo Vespasiano y de un Neracio, bien Lucio Neracio Marcelo, consul suffectus en el año 95, bajo Domiciano y consul ordinarius en el año 129, bajo Adriano, o bien del jurisconsulto Lucio Neracio Prisco, consul suffectus en el año 97, bajo Domiciano.

## Carrera
En el año 122, bajo Adriano, fue consul ordinarius junto con Manio Acilio Aviola.